# Малиновка (Шумерлинский район)
Мали́новка (чув. Малиновка) — посёлок в Шумерлинском районе Чувашской республики. До 2021 года входил в состав Егоркинского сельского поселения до его упразднения.

## География
Находится в западной части Чувашии на расстоянии приблизительно 14 км на север-северо-восток по прямой от районного центра города Шумерля.

## История
Основан в 1948 году переселенцами из деревни Егоркино на освобожденном от леса участке земли государственного фонда, в оврагах которого были заросли малины.

## Население
Население составляло 60 человек (чуваши 98 %) в 2002 году, 50 в 2010.

## Известные уроженцы
- Александр Николаевич Васильев (1958—2020) — российский серийный убийца.